# Jean Lehmann
Jean Lehmann (* 12. Mai 1885 in Dagmersellen/LU; † 23. Februar 1969 in Zürich) war ein Schweizer Kunstmaler, Grafiker und Bildhauer.

## Leben
Lehmann wurde am 12. Mai 1885 in Dagmersellen/LU geboren. Auf Wunsch der Eltern musste er eine Ausbildung im Hotelfach absolvieren. Nach Abschluss der Handelsschule besuchte er die Kunstgewerbeschule Luzern und studierte 1907 während 2 Semestern an der Accademia di belle arti di Venezia sowie 1910 an der Akademie der bildenden Künste in München u. a. bei Julius Diez (Gebrauchsgrafik). Um seinen Lebensunterhalt zu bestreiten, arbeitete er als Museumsdiener im Gletschergarten in Luzern und machte dort die Bekanntschaft seiner Frau. 1911 wurde geheiratet und aus der Ehe gingen eine Tochter und ein Sohn hervor. Infolge einer Erkrankung zog das junge Paar 1912 nach St. Moritz, wo sie bis 1922 lebten. In dieser Periode entstanden viele Werke, die die Landschaften des Engadins widerspiegeln.
Viele von Lehmanns Bildern entstanden nach den Motiven, denen er bei seinen ausgedehnten Wanderungen und Bergtouren begegnete. Um die junge Familie finanziell zu unterstützen, erteilte er im Kulm Hotel St. Moritz – u. a. auch prominenten Gästen, wie z. B. Sonja Henie – Eiskunstlaufunterricht. In den Jahren nach dem Ersten Weltkrieg steckte der Tourismus in einer Krise und das Publikum, welches einerseits Bilder erwarb und andererseits Eiskunstlaufunterricht nahm, blieb aus und er musste sich neu orientieren. Daher zog Lehmann mit seiner Familie in die Nähe von München; nach Augustenfeld (Rothschwaige) – welches im Dachauer Moos liegt und heute zu Dachau gehört – wo er schon während seiner Studienjahre an der Münchner Kunstakademie auf die hiesige Künstlerkolonie aufmerksam geworden war und er sich bald als Mitglied der neuen Künstlervereinigung integrierte und u. a. im Münchner Glaspalast, wie auch an Ausstellungen der Künstlerkolonie Dachau (u. a. im Schloss Dachau) ausstellte.
Am 6. Juli 1931 brannte der Münchner Glaspalast vollständig ab und auch Bilder Jean Lehmanns fielen den Flammen zum Opfer. Auch während seiner Jahre in München reiste er immer wieder nach St. Moritz, um dort zu malen. 1936 zog er mit seiner Familie zurück in die Schweiz und liess sich in Zürich nieder. Auf seinen Reisen innerhalb Europas entstanden weiterhin verschiedene Werke in Oel, Aquarell, Kreide und Kohle. Am 23. Februar 1969 verstarb Lehmann in seinem 84. Lebensjahr in Zürich.

## Werk
Lehmann malte insbesondere Landschaften, Darstellungen des bäuerlich-dörflichen Lebens, figürliche Kompositionen und Stillleben, Portraits in verschiedensten Techniken (Oel, Aquarell, Pastell, Kreide-/Kohlezeichnungen) sowie Radierungen, Holz-/Linolschnitte, Kupfer-/Stahlstiche.
Ein Schweizer Kunsthistoriker beschreibt sein Werk wie folgt:
- «Besondere Lichtstimmungen zwischen der strahlenden Helle eines Wintertages oder dem Dunkel der Nacht sowie eine nuancierte, subtile, mitunter gar heftige Farbigkeit sind charakteristisch.»
- «Ansichten von Sils, Champfèr, Silvaplana oder St. Moritz kommt überdies eine nicht zu unterschätzende Bedeutung als Zeitdokument zu.»

Seinen ersten Erfolg verzeichnete Lehmann, als er für die Schweizerische Landesausstellung 1914 das Dioramabild St. Moritz im Winter schuf, welches im Pavillon «Sport und Touristik» ausgestellt war und das in einem Artikel der Schweizer Familie vom 27. Juni 1914 als «zu den hervorragendsten Sehenswürdigkeiten» beschrieben wurde, verzeichnen. Beim Besuch der Landesausstellung wurde Jean Lehmann auf einige Trachtenfrauen aufmerksam, was ihn zu einer Serie von Aquarellen und Kreidezeichnungen von verschiedenen Schweizertrachten inspirierte.
In St. Moritz entstanden neben Ölbildern und Aquarellen auch Plakatentwürfe; graphische Gestaltungen für Tourismusplakate, u. a. für die Firma Bally Schuhe, den Tourismusverein sowie verschiedene Sportveranstaltungen wie Eiskunstlauf, Tennis, Fussball, Windhund- und Motorradrennen und Golf. Schon früh wurde er Mitglied der Società Artistica Engiadina, seine Bilder wurden regelmässig zusammen mit Werken von Giovanni Giacometti, Augusto Giacometti, Giovanni Segantini, Cunot Amiet, Edgar Vital, Ferdinand Hodler, Peter Robert Berry, Christian Conradin, Carl von Salis und weiteren im Gemeindesaal von St. Moritz ausgestellt.
Um Verwechslungen mit Künstlern gleichen oder ähnlichen Namens zu vermeiden, signierte Jean Lehmann seine Werke auch oft mit JLL oder JLLS (Jean Lehmann Luzern St. Moritz/Schweiz).
Werke Lehmanns befinden sich u. a. im Besitz des Bündner Kunstmuseums in Chur, des Kunstmuseums Luzern, der Fundaziun Capauliana in Chur, sowie der Dachauer Gemäldegalerie. Seine Bilder wurden auch an Ausstellungen in Berlin, Darmstadt und Paris gezeigt.

## Ausstellungen
- 1913–1921: Kunsthaus Zürich, Gruppenausstellungen[1]
- 1917: Kunsthalle Basel, Ausstellung der Gesellschaft Schweiz. Maler und Bildhauer
- 1919: Gemäldeausstellung der Engadiner Künstler, Volkshaussaal, Chur
- 1923–1936: Seine Werke wurden verschiedentlich in Ausstellungen in der Münchener Secession sowie im Münchner Glaspalast gezeigt.
- 1928: Kunsthaus Zürich: Beteiligung an der XVII. Nationalen Kunstausstellung
- 1929: Kunstmuseum Luzern: Turnusausstellung des Schweizer Kunstvereins[2]
- 1929: Kunstmuseum Winterthur: Turnusausstellung des Schweizer Kunstvereins[3]
- 1930/1931: Schloss Dachau; Sommerkunstausstellung[4]
- 1931: Münchner Glaspalast
- 1934: Kunsthaus Luzern, Turnusausstellung des Schweizer Kunstvereins
- Ab 1936, nach seiner Rückkehr in die Schweiz, nahm er weiterhin an verschiedenen Ausstellungen u. a. im Kunsthaus Zürich teil.
- 1943: Kongresshaus Zürich, 5. – 24. April 1943 (grafische Werke)
- 1945 Kongresshaus Zürich, Übersichtsausstellung mit einer Auswahl seiner Malerei, Grafik und Skulpturen der letzten dreissig Jahre
- 1973: Kleine Galerie, Chur, Gedenkausstellung Jean Lehmann
- 2015: St. Moritz, ASTE-Galerie; Ausstellung «Engadiner Landschaften» (8. August – 16. September 2015)[5]
- 2016/2017: Fundaziun Capauliana, Chur: Engadin, Hobby, Leidenschaft, Maler. (September 2016 – Januar 2017)[6]